# توني داوسون
توني داوسون (بالإنجليزية: Tony Dawson)‏ مواليد 25 أغسطس 1967 في كينستون، هو لاعب كرة سلة أمريكي سابق. بدأ مسيرته الاحترافية في سنة 1989. يبلغ طوله 6 قدم 7 بوصة (2.0 م). اعتزل اللعب في 2003.

## المسيرة الاحترافية
لعب مع سكرامنتو كينغز في سنة 1991، ثم لعب مع نادي فيرارا لكرة السلة في الدوري الإيطالي في سنة 1993، ثم لعب مع شوليه باسكت في الدوري الفرنسي في سنة 1993، ثم لعب مع جوفينتوت بادالونا في الدوري الإسباني في موسم 1993–1994.

## روابط خارجية
- توني داوسون على موقع إن بي أي (الإنجليزية)
- توني داوسون على موقع سبورتس رفرنس (الإنجليزية)
- توني داوسون على موقع الدوري الإسباني لكرة السلة (الإسبانية)
- توني داوسون على موقع كرة السلة الأوروبية.كوم (الإنجليزية)
- توني داوسون على موقع كلية كرة السلة في سبورتس رفرنس.كوم (الإنجليزية)
- توني داوسون على موقع ريلجم (الإنجليزية)
- توني داوسون على موقع بروبوليرز (الإنجليزية)
- توني داوسون على موقع سبورتس رفرنس (الإنجليزية)